# Džun’iči Inoue
Džun’iči Inoue (japonsky 井上純一, Inoue Džun’iči; * 26. prosince 1971 Arakawa) je bývalý japonský rychlobruslař.
Startoval na Zimních olympijských hrách 1992, kde v závodě na 500 m získal bronzovou medaili. Na konci roku 1992 se poprvé představil v závodech Světového poháru. Na Mistrovství světa ve sprintu 1994 vybojoval bronz, na zimní olympiádě 1994 se umístil na šestém (500 m), resp. osmém (1000 m) místě. Na premiérovém Mistrovství světa na jednotlivých tratích v roce 1996 nedokončil kilometrový závod, dalších ročnících bylo jeho nejlepším umístěním osmé místo na pětistovce v letech 1998 a 1999. V roce 1999 byl šestý na světovém sprinterském šampionátu. Po sezóně 1999/2000 ukončil sportovní kariéru.